# روابط هنگ کنگ و تایوان
این مقاله به روابط بین حکومت هنگ کنگ و جمهوری چین (تایوان) هم‌زمانی که جمهوری چین سرزمین اصلی چین را کنترل می‌کرد و هم پس از آن، زمانی که جمهوری چین به تایوان گریخت می‌پردازد.

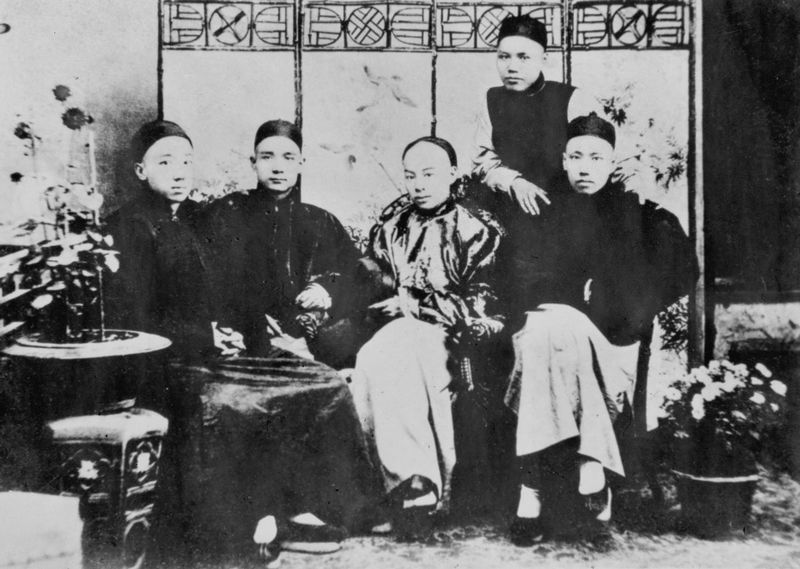
چهار راهزن در سال ۱۸۸۸، در هنگ کنگ. سون یات-سن از سمت چپ دوم است.

در فوریه ۱۸۹۵، آسمان آبی با طرح خورشید سفید برای اولین بار در هنگ کنگ ارائه شد.

## روابط رسمی و سیاست
از سال ۲۰۱۰، روابط بین هنگ کنگ و ROC از طریق شورای همکاری و ارتقای اقتصادی و فرهنگی هنگ کنگ-تایوان (ECCPC) و شورای همکاری اقتصادی و فرهنگی تایوان-هنگ کنگ (THEC) مدیریت می‌شود. در همین حال، دفتر اقتصادی و فرهنگی تایپه در هنگ کنگ (TECO) دفتر نمایندگی جمهوری چین در هنگ کنگ است، در حالی که دفتر اقتصادی، تجارت و فرهنگی هنگ کنگ (HKETCO) دفتر نمایندگی هنگ کنگ در جمهوری چین است. علاوه بر این، روابط با هنگ کنگ توسط شورای امور سرزمین اصلی نیز انجام می‌شود، اگرچه همه مقررات مربوط به سرزمین اصلی چین به‌طور خودکار در آن سرزمین‌ها اعمال نمی‌شود.
در ماه مه ۲۰۲۱، هنگ کنگ دفتر HKETCO خود را در تایپه بست و ادعا کرد که تایوان «به شدت در امور هنگ کنگ دخالت کرده‌است.» در پاسخ، شورای امور سرزمین اصلی تایوان اعلام کرد که «ما از بی توجهی دولت هنگ کنگ به دموکراسی و حاکمیت قانون متأسفیم.»
در سپتامبر ۲۰۲۱، کریس تنگ، وزیر امنیت در هنگ کنگ، ادعا کرد که جشن‌های ده روزه جمهوری چین می‌تواند قانون امنیت ملی را نقض کند. تانگ همچنین مدعی شد که تایوان بخشی از چین است و هر کسی که بخواهد این دیدگاه را تغییر دهد با خطر دستگیری روبرو خواهد شد.

## روابط فرهنگی و اقتصادی

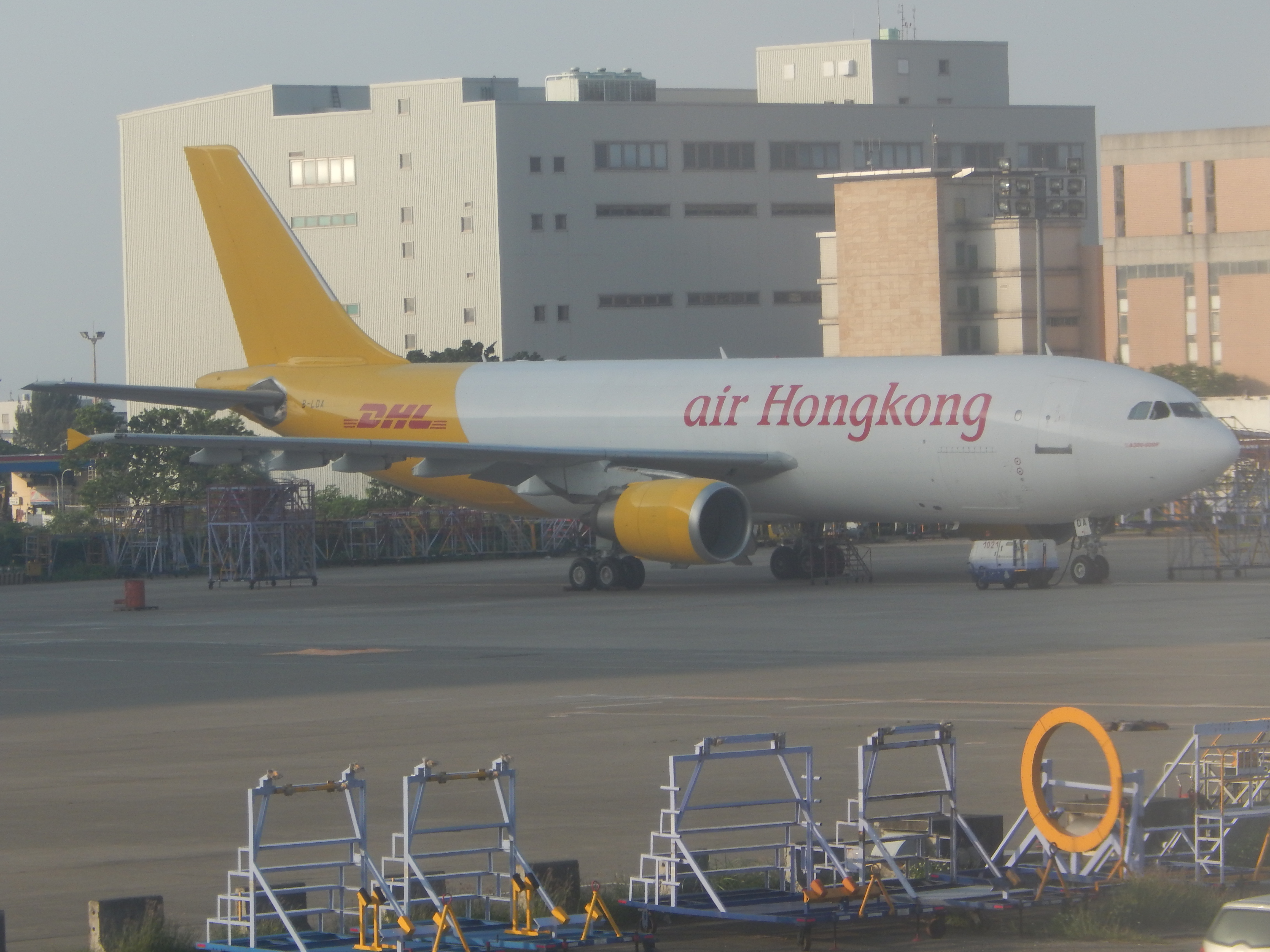
هواپیمای ایر هنگ کنگ در تایوان

از نظر فرهنگی، اگرچه زبان اصلی منطقه‌ای هنگ‌کنگ کانتونی و زبان اصلی تایوان ماندارین است، اما هر دو منطقه برخلاف نویسه‌های چینی ساده‌شده، همچنان از حروف چینی سنتی استفاده می‌کنند.
در هنگ کنگ، حتی پس از سال ۱۹۴۹، روزنامه‌ها اغلب با استفاده از تقویم جمهوری چین تاریخ گذاری می‌شدند. اداره اوقات فراغت و خدمات فرهنگی هنگ کنگ (LCSD) در سال ۲۰۱۷ پس از حذف سال جمهوری سال (" ۶۶مین سال جمهوری چین") از یک بریده روزنامه هنگ کنگی مربوط به سال ۱۹۷۷ عذرخواهی کرد. بازیکنان فوتبال هنگ کنگی، مانند لام شونگ یی، اغلب عضو تیم فوتبال جمهوری چین بودند و تیم فوتبال جمهوری چین برنده مدال طلا در بازی‌های آسیایی ۱۹۵۸ عمدتاً از هنگ کنگی‌ها تشکیل شده بود.
در نتیجه جنگ، هیچ پرواز مستقیمی بین تایوان و سرزمین اصلی چین مجاز نبود؛ بنابراین بسیاری از مسافران تا سال ۲۰۰۳ که منشور کراس استریت ایجاد شد از طریق هنگ کنگ منتقل شدند. سفر بین اتباع دو منطقه محبوب است. در سال ۲۰۱۸، حدود ۱٫۷ میلیون نفر از اتباع تایوان به هنگ کنگ، که سومین مقصد پرسفر پس از ژاپن (۴٫۸ میلیون) و سرزمین اصلی چین (۴٫۱ میلیون) است سفر کردند. این ۱٫۷ میلیون شهروند پس از گردشگرانی از سرزمین اصلی چین، دومین گردشگران ورودی هنگ کنگ را به خود اختصاص دادند. پروازهای بدون توقف بین فرودگاه‌های هنگ کنگ و تایپه (تائویوان)، تایچونگ، تاینان و کائوسیونگ انجام می‌شود.
هنگ کنگ و تایوان پس از جنگ جهانی دوم سرمایه‌گذاری زیادی در آموزش و زیرساخت انجام دادند و باعث شد هر دو اقتصاد به‌طور قابل توجهی بهبود یابند و بخشی از چهار ببر آسیایی باشند.

### استناد
1. ↑  Taiwanese Overseas 'Embassies' Abroad
2. 1 2  "Hong Kong places blame for Taipei office closure on Taiwan". South China Morning Post (به انگلیسی). 2021-05-21. Archived from the original on 26 May 2021. Retrieved 2021-05-26.
3. 1 2  "Celebrating Taiwan holiday in Hong Kong risks secession charge: security chief". South China Morning Post (به انگلیسی). 2021-09-23. Retrieved 2021-09-25.
4. 1 2  "Closure of Hong Kong's office in Taiwan - who has been punished? | Lam Hoi ｜ Apple Daily". Apple Daily 蘋果日報 (به چینی (هنگ کنگ)). Archived from the original on 27 May 2021. Retrieved 2021-05-27.
5. 1 2  "Gov't apologises after cropping Republic of China dating system from old newspapers at exhibition". Hong Kong Free Press HKFP (به انگلیسی). 2017-06-01. Retrieved 2021-06-04.
6. ↑  交通部觀光局行政資訊網. "Tourism Statistics". admin.taiwan.net.tw (به انگلیسی). Archived from the original on 4 July 2021. Retrieved 2019-10-29.
7. ↑  "Tourism Commission - Tourism Performance". www.tourism.gov.hk. Archived from the original on 9 July 2012. Retrieved 2019-10-29.